# Skatten i El Carambolo

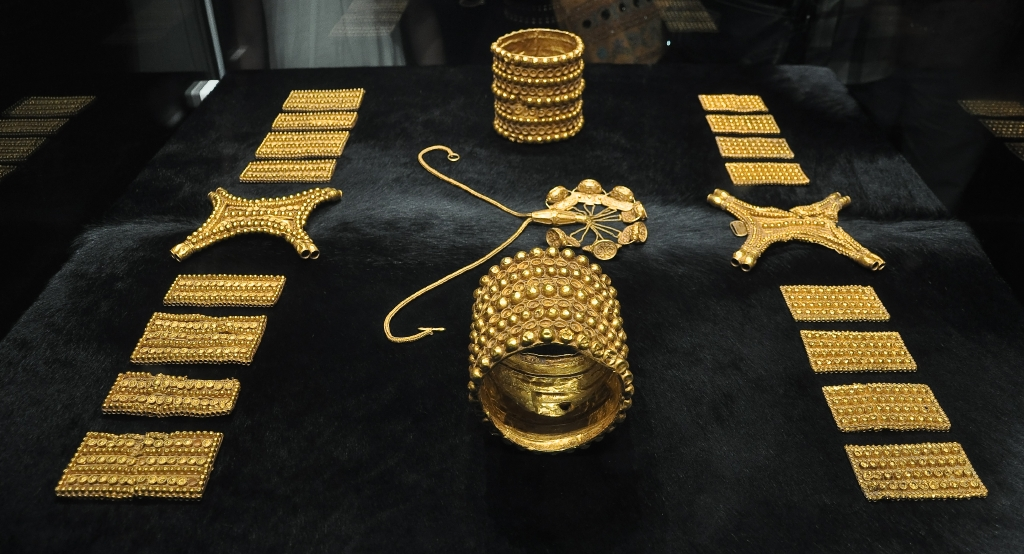
Guldskatten utställd på arkeologiska museet i Sevilla.

Skatten i El Carambolo (spanska: Tesoro del Carambolo) upptäcktes på kullen El Carambolo i kommunen Camas (provinsen Sevilla, Andalusien, Spanien), 3 kilometer väster om Sevilla, den 30 september 1958. Upptäckten av skattfyndet ökade intresset för Tartessos-kulturen, som blomstrade från 900-talet till 600-talet f.Kr. Senare forskare har dock diskuterat om skatten var en produkt av lokal kultur eller av fenicierna. Skatten hittades av spanska byggnadsarbetare under renoveringar på en skytteklubb för duvskytte.
Efter att i flera år att ha visat en kopia av skatten medan de ursprungliga föremålen förvarades i ett kassaskåp, har det arkeologiska museet i Sevilla sedan januari 2012 visat den ursprungliga skatten på en permanent utställning. En kopia finns utställd på det nationella arkeologiska museet i Madrid.

## Guldskatten
Skatten består av 21 hantverksmässigt tillverkade guldobjekt: ett halsband med hängen, två armband, två oxhudformade bröstplattor och 16 plaketter. Smyckena hade begravts i en keramisk behållare. Det är möjligt att plaketterna utgjorde ett halsband eller diadem; alternativt är en aktuell teori att de var fästa vid textilier som smyckade djur som förts till offer, medan halsbandet och armbanden bars av den präst som ledde ceremonin. Efter upptäckten grävde arkeologen Juan de Mata Carriazo ut platsen. Skatten har daterats till 800-talet f.Kr., med undantag för halsbandet som tros komma från 600-talet f.Kr. på Cypern. Skatten i sig tros ha begravts avsiktligt på 600-talet f.Kr.
Två distinkta arkeologiska platser har hittats i El Carambolo, där den senare ersatte den första. En, på toppen av en kulle som kallas "Carambolo Alto," dateras från 900-talet till mitten av 800-talet f.Kr. Resterna på denna plats består huvudsakligen av brända hyddor och keramik med geometriska mönster. Den första platsen reflekterar infödd kultur och dateras före feniciernas ankomst. Den andra platsen, på sidan av kullen som vetter mot floden, är känd som "Carambolo Bajo." Denna plats dateras från början av handeln med fenicierna under mitten av 800-talet f.Kr. Skatten i El Carambolo är associerad med den andra platsen och kan ha begravts vid tidpunkten för platsens förstörelse på 600-talet f.Kr. Upptäckten av en staty av den feniciska gudinnan Astarte har ifrågasatt tolkningen av platsen som en infödd bosättning och fått vissa att argumentera för att den var mer fenicisk än tartessisk. Ytterligare utgrävningar på platsen avslöjade ett feniciskt religiöst helgedom.

## Fenicisk statyett
Mellan 1960 och 1962 hittades en liten bronsstatyett av Astarte i El Carambolo. Plinten (4,1 x 2,8 cm) innehöll en anmärkningsvärd fenicisk inskription, känd idag som KAI 294, med fem rader av fenicisk text. Den levererades till det arkeologiska museet i Sevilla av Joaquín Romero Murube 1963.

## Proveniens
I en studie från 2018 användes kemisk och isotopisk analys för att försöka lösa debatten om skattens ursprung. Studien drog slutsatsen att även om smyckena tillverkades med övervägande feniciska tekniker, så kom guldet från gruvor endast 20 kilometer bort, troligtvis samma gruvor som tillhandahöll guld för de massiva underjordiska gravarna i Valencina de la Concepcion.